# Archibald Leitch
Archibald Leitch (27. april 1865 i Glasgow – 25. april 1939) var en skotsk arkitekt og ingeniør. Han var særlig kendt for at have designet fodboldstadioner i Storbritannien. Leitch satte sit særpræg på stadionerne han designede, selv om tribunene han designede blev set på som mere funktionelle end æstetisk elegante.
Leitch begyndte arkitektkarrieren med at designe fabrikker. I 1899 fik han interesse for fodboldstadioner ved at designe Rangers' bane Ibrox Park (i dag Ibrox Stadium) i Glasgow. De næste 40 år blev han stod han for at designe hele eller dele af mange stadionanlæg, og han blev Storbritanniens største arkitekt af fodboldstadioner.
Under en landskamp i 1902 faldt dele af en tribune sammen på Ibrox Park. 26 tilskuere omkom og over 500 blev skadet. Tribunen var lavet af træ, og var holdt oppe af stålbjælker. Etter denne ulykke blev sådanne fundamenter for tribuner erstattet med jordvolde eller armeret beton. Ulykken skyldtes delvis svagheder ved Leitch' design, så ulykken kunne have ødelagt hans karriere som stadiondesigner. Leitch forblev dog eftertraktet som stadiondesigner også efter denne ulykke.
Fodboldstadionerne Archibald Leitch har designet helt eller delvis:
- Anfield, Liverpool (Liverpool FC)
- Celtic Park, Glasgow (Celtic FC)
- Craven Cottage, London (Fulham FC)
- The Den, London (Millwall FC)
- Goodison Park, Liverpool (Everton FC)
- Hampden Park, Glasgow (landskamparena og Queen's Park FC)
- Highbury, London (Arsenal FC)
- Hillsborough, Sheffield (Sheffield Wednesday FC)
- Leeds Road, Huddersfield (Huddersfield Town FC)
- Maine Road, Manchester (Manchester City FC)
- Molineux, Wolverhampton (Wolverhampton Wanderers FC)
- Old Trafford, Manchester (Manchester United FC)
- Roker Park, Sunderland (Sunderland FC)
- Selhurst Park, London (Crystal Palace FC)
- Stamford Bridge, London (Chelsea FC)
- Tynecastle Stadium, Edinburgh (Heart of Midlothian FC)
- Villa Park, Birmingham (Aston Villa F.C.)
- White Hart Lane, London (Tottenham Hotspur FC)

Seks af de otte baner som blev brugt under VM i fodbbold 1966 havd tribuner designet af Archibald Leitch. Et andet eksempel på omfanget af Leitch' arbejde er at af de 22 klubber der spillede i den i engelske 1. division i 1927, havde Leitch været involveret i 16 af dem på et eller andet tidspunkt. 
Mange af tribunerne og stadionerne Leitch designede er i dag revet ned. Blandt dem er Trinity Road Stand på Aston Villas bane Villa Park en af de mest kendte. Efter Hillsborough-tragedien i 1989 blev mange gamle tribuner nedrevet eller ombygget, deriblandt flere af tribunerne Leitch havde designet. Hovedtribunen på Craven Cottage i London og facaden til Main Stand på Ibrox i Glasgow er blandt de få tribuner Leitch designede, som stadig er i brug. Begge disse tribuner er nu beskyttede.